# 보타 (영화)
보타(Bota)는 이탈리아에서 제작된 토마스 로고레시 감독의 2014년 드라마 영화이다. 아서 고리시티 등이 주연으로 출연하였다.

## 출연

### 주연
- 아서 고리시티

### 조연
- 루카 라이오넬로
- 트리스탄 할릴라이
- 수엘라 바코